# Yy (digramme)
Cette page contient des caractères spéciaux ou non latins. S’ils s’affichent mal (▯, ?, etc.), consultez la page d’aide Unicode.
Pour les articles homonymes, voir Yy.
Yy (minuscule yy) est un digramme de l'alphabet latin composé de deux Y.

## Linguistique
- En certaines dialectes occidentaux du asturien, « yy » dénote [kʸ].
- En finnois, le digramme « yy » correspond à [yː].

## Représentation informatique
Comme la majorité des digrammes, il n'existe aucun encodage de Yy sous un seul signe, il est toujours réalisé en accolant deux Y.